# おぎん
『おぎん』は、芥川龍之介が1922年（大正11年）に『中央公論』誌上に発表した小説である。
芥川の小説におけるジャンル「切支丹物」のひとつ。江戸時代初期のキリシタン弾圧に範をとり、キリスト教的観念と、日本人的心情、家族制度との衝突を描く。

## あらすじ
江戸時代初期の元和か寛永年間。禁教令の発布とともにキリシタンへの弾圧は苛烈となっていた。隠れキリシタンは発見されるや、即刻火刑に処せられていた。
そんな折、長崎郊外、浦上の山里村におぎんという名の少女がいた。彼女は元々両親と共に大阪で暮らしていたが、流浪の末に長崎に至り、両親を失って孤児となっていた。山里村の農夫で隠れキリシタンの「じょあん孫七」はそんなおぎんを哀れみ、ぱぷちずもを授け、「まりあ」の名を与えて自身の養女とした。そして孫七の妻「じょあんなおすみ」も加え、キリシタンとしての教義を守る幸福な生活を営んでいた。
さて何年か後の「なたら」（クリスマス）の夜。教えを隠してひっそりと暮らす孫七たちも、この日ばかりは壁に十字架を掲げ、牛小屋にはぜすす様の産湯として飼い葉桶に水を張っていた。そんな彼らの元を、役人達が急襲する。隠れキリシタンとして捕えられた一家だったが、投獄されても、拷問を受けても、はらいその門を潜るまで辛抱と耐え抜くのだった。
一方、責める側の代官は、彼らが強情を張る理由が理解できない。ことによると、3人は血の通わない人外のものかもしれない。困りあぐねた代官は、ついに3人とも火炙りに処すことにする。
3人は刑場に連行され、それぞれ柱に縛り付けられた。柱の根元には山のような薪が積み上げられる。周囲には大勢の見物人が詰め掛けている。
そのとき、少女・おぎんは明瞭な言葉で宣言した。
「わたしは御教を捨てる事に致しました」
孫七とおすみは縛られながらも驚愕し、悪魔に魅入られたのか、もう少しで天主の顔も拝めるのだぞとおぎんを責める。
おぎんが語る棄教の理由は、あまりにも意外なものだった…